# Schlüsselbrett

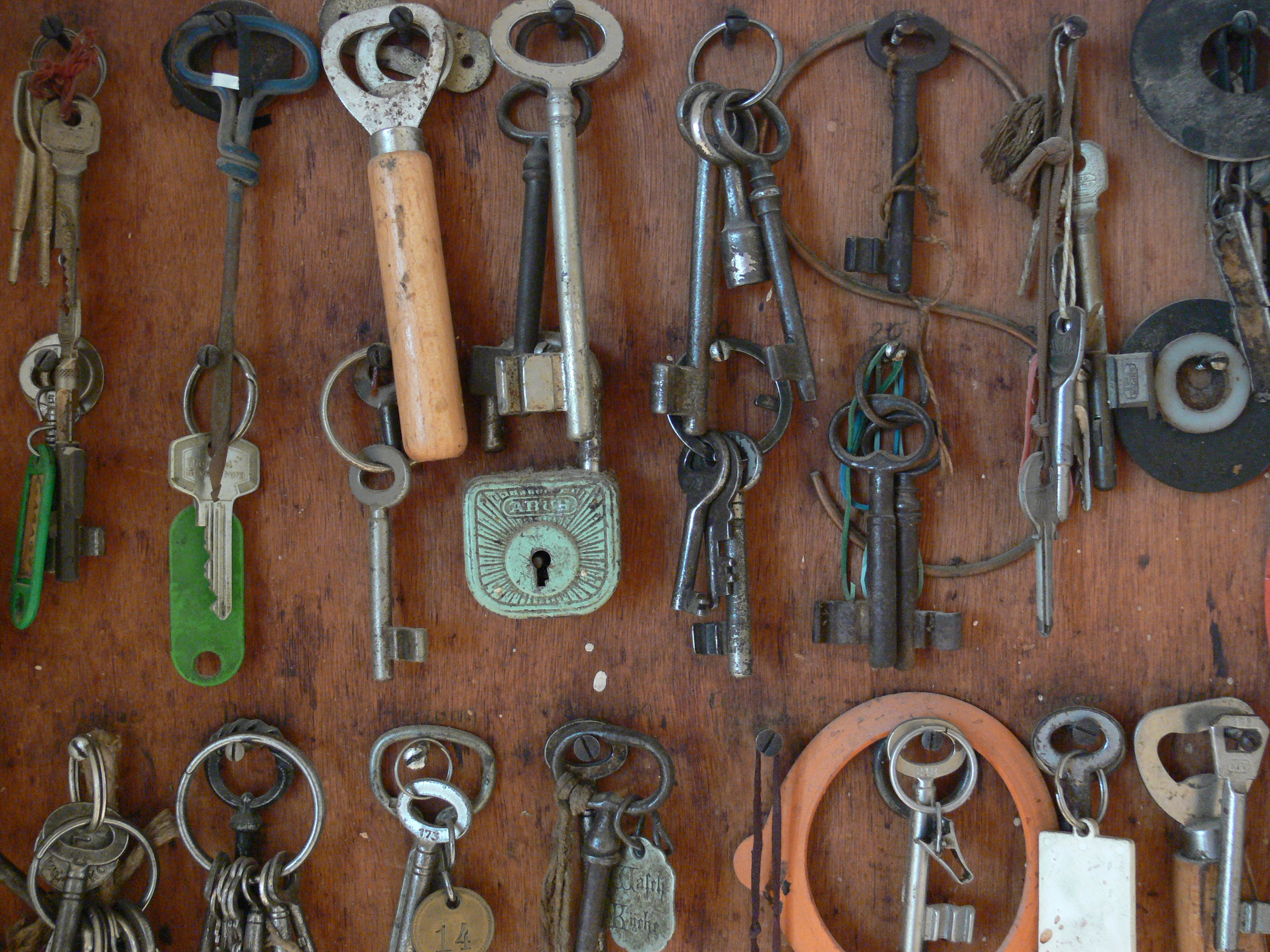
Schlüsselbrett mit einer Vielzahl unterschiedlicher Schlüssel und anderer Gegenstände.

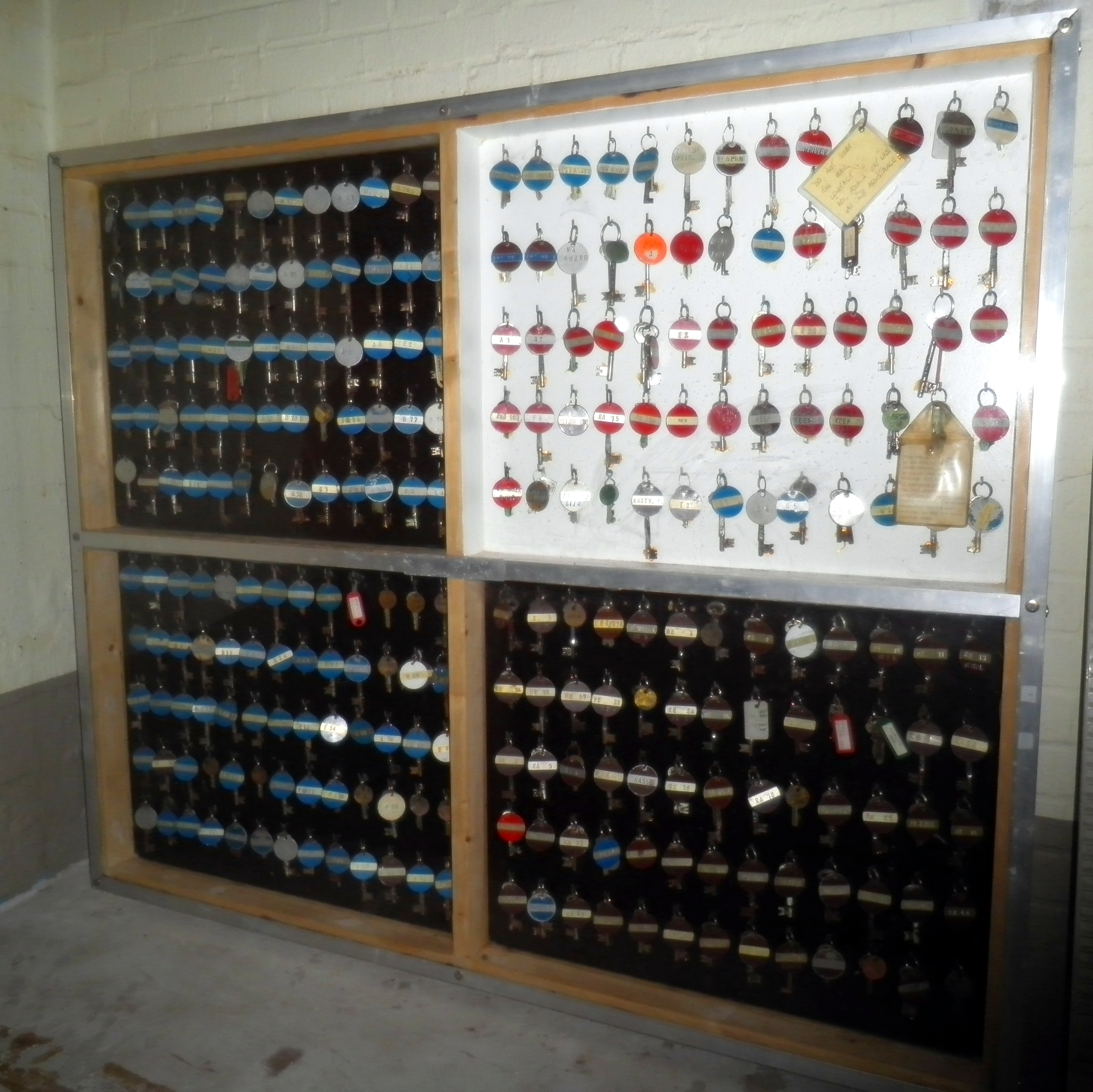
Solch große Schlüsselbretter befinden sich oft in einem separat gesicherten Schlüsselraum, hier der ehemaligen NATO-Bunkeranlage der Northern Army Group im niederländischen Cannerberg (bei Maastricht).

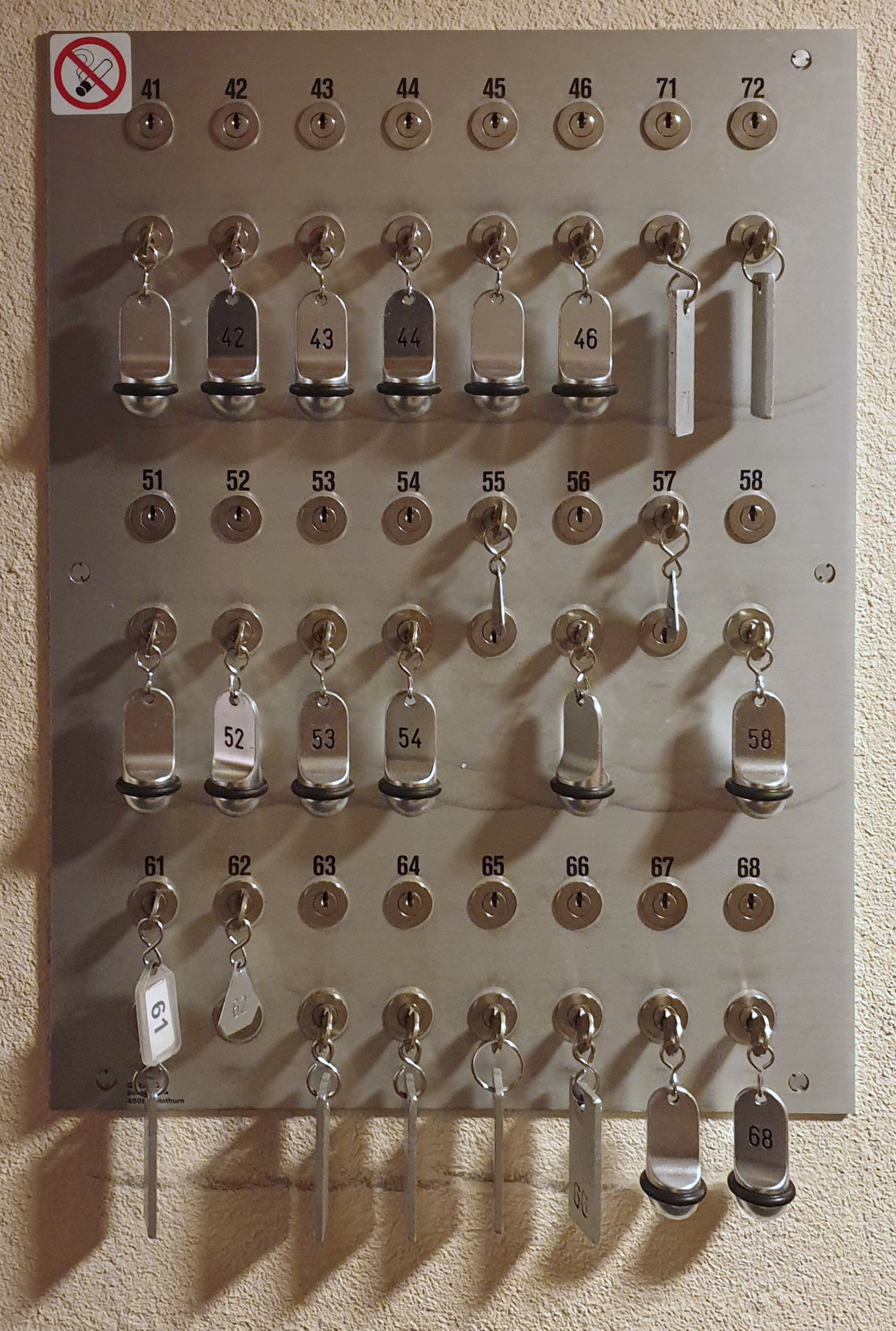
Hotel-Schlüsselbrett mit je einem Zimmer- und einem Außentürschlüssel pro Gästezimmer. Die Mechanik verhindert die gleichzeitige Entnahme beider Schlüssel.

Ein Schlüsselbrett (gelegentlich auch: Schlüsseltafel) ist eine Wandtafel zumeist aus Holz, Kunststoff oder Metall. Zur übersichtlichen Aufbewahrung von Schlüsseln (oder auch anderer Gegenstände) enthält es eine oder mehrere Reihen von Haken oder einfach nur Nägeln oder Schrauben (Bild), an die die Schlüssel gehängt werden können.
Neben der übersichtlichen Anordnung, die das Auffinden eines bestimmten Schlüssels erleichtert, ist ein weiterer Vorteil, dass auf einen Blick erkannt werden kann, ob alle Schlüssel vorhanden sind oder ob welche fehlen beziehungsweise in Gebrauch sind.
Werden, anders als beim Schlüsselbrett, Schlüssel nicht offen, sondern beispielsweise in einem abschließbaren Kasten verwahrt, dann spricht man von einem Schlüsselkasten oder einem Schlüsseldepot.

## Schlüsselraum
Fabrikhallen oder Bunkeranlagen, und auch große Kriegsschiffe, verfügen häufig über ein zumeist separat gesichertes Zimmer, genannt Schlüsselraum, in dem die für die Anlage benötigten einzelnen Schlüssel zentral aufbewahrt und sicher gehütet werden. Der Zugang zum Schlüsselraum unterliegt in der Regel einer strikten Kontrolle und ist nur einem limitierten Personenkreis gestattet, die über eine entsprechende Zugangsberechtigung verfügen müssen.

## Eisenbahn
Unter einfachen betrieblichen Verhältnissen kann in Bahnhöfen zur Sicherung von Zugfahrten ein Schlüsselbrett verwendet werden. Auf dem Schlüsselbrett für ständig angebrachte Handverschlüsse ist in der linken oberen Ecke der schematische Lageplan aufgezeichnet, rechts daneben befinden sich die Schlüsselhalter. Im unteren Teil sind die Fahrwege in tabellarischer Art des Verschlussplanes verzeichnet. Damit kann der Fahrdienstleiter vor Zulassung einer Zugfahrt prüfen, ob alle für die Fahrstraße benötigten Schlüssel am Schlüsselbrett hängen. Schlüsselbretter stellen daher eine nicht-technische Form der Schlüsselabhängigkeit dar. Spezielle Schlüsselhalter an den Schlüsselbretter sorgen dafür, dass nur die jeweils passenden Schlüssel an der richtigen Stelle aufgehängt werden können. Die Flächen hinter den Handgriffen der Schlüssel sind rot markiert, um einen fehlenden Schlüssel sofort erkennen zu können. Da bei Schlüsselbrettern keine technische Signalabhängigkeit besteht, wurden Schlüsselwerke entwickelt, um diesen Nachteil auszugleichen.
In jedem Stellwerk gibt es ein Schlüsselbrett für die Schlüssel nicht ständig angebrachter Schlösser. Es ist mit Schlüsselhaltern für die örtlich vorgehaltenen Handverschlüsse, die in Störungsfällen benutzt werden, ausgerüstet. Die Schlüsselhalter sind mit Kreide beschriftbar. In mechanischen Stellwerken dient dieses Schlüsselbrett auch der Aufbewahrung des Einrückhebels, des Schlüssels für den Spannwerksraum und bauformabhängiger Zusatzeinrichtungen wie der Hilfsgeräte für Weichen- und Riegelhebel.